# Piratradio
Piratradio kallas sådana radiosändningar som inte är godkända av den ansvariga myndigheten i ett land, i Sverige Post- och telestyrelsen, och sålunda är brottsliga.

## Historia
Först i världen att utnyttja att ingen lagstiftning hindrade att rikta sändningar in mot land från sändare utanför det egna territoriet, vilket gällde i de flesta europeiska länder, var den 32-årige köpenhamnsbon Peer Jansen (1930–1968), som var entreprenören bakom danska Radio Mercur, som från det lilla sändarfartyget Cheeta i Öresund inledde sändningar riktade mot Köpenhamn med sändningspremiär den 2 augusti 1958.[källa behövs]Skånes Radio Mercur startade svenska sändningar från samma båt den 14 december samma år.
Under mitten av 1960-talet startades flera piratradiostationer i Storbritannien som blev allvarliga konkurrenter till statliga BBC. De flesta var inspirerade av amerikansk kommersiell radio, inriktade på att spela ny popmusik och finansierade genom reklam. Den första stationen att börja sända var Radio Caroline 1964. Den fick snart sällskap av konkurrenter som Wonderful Radio London, Radio 390 och Radio Scotland med flera. Brittiska myndigheter förbjöd dessa utsändningar i augusti 1967. Endast Radio Caroline trotsade beslutet genom att flytta sina sändarskepp till Nederländernas kust. Nederländerna var det enda land i Europa som dröjde längre med liknande lagstiftning, och utanför landets kust sände Radio Veronica (startad 1960) och Radio North Sea International (startad 1970) fram till 1974 då även Nederländerna ändrade sin lagstiftning.